# Triphleba apenninigena
Triphleba apenninigena är en tvåvingeart som beskrevs av Schmitz 1943. Triphleba apenninigena ingår i släktet Triphleba och familjen puckelflugor. Inga underarter finns listade i Catalogue of Life.